# Liste der Bodendenkmäler in Döhlau
Auf dieser Seite sind die Bodendenkmäler in der oberfränkischen Gemeinde Döhlau zusammengestellt. Diese Tabelle ist eine Teilliste der Liste der Bodendenkmäler in Bayern. Grundlage ist die Bayerische Denkmalliste, die auf Basis des Bayerischen Denkmalschutzgesetzes vom 1. Oktober 1973 erstmals erstellt wurde und seither durch das Bayerische Landesamt für Denkmalpflege geführt wird. Die folgenden Angaben ersetzen nicht die rechtsverbindliche Auskunft der Denkmalschutzbehörde.

## Bodendenkmäler in Döhlau
| Lage                     | Objekt | Akten-Nr.     | Bild           |
| ------------------------ | --- | ------------- | -------------- |
| (Standort)               | Mittelalterliche Turmhügelburg Tauperlitz. | D-4-5737-0006 | weitere Bilder |
| Kirchstraße 2 (Standort) | Archäologische Befunde des Mittelalters und der frühen Neuzeit im Bereich der ehemaligen Schlosskapelle, heute evangelisch-lutherische Pfarrkirche von Döhlau mit ummauertem Kirchhof.                                          | D-4-5737-0045 |                |
| Am Schloss 1 (Standort)  | Archäologische Befunde des Mittelalters und der frühen Neuzeit, darunter solche von Vorgängerbauten, im Bereich des frühneuzeitlichen Schlosses von Döhlau mit zugehörigem Wirtschaftshof und ehemaliger barocker Gartenanlage. | D-4-5737-0046 | weitere Bilder |
| (Standort)               | Mittelalterliche und frühneuzeitliche Befunde im Bereich der evangelisch-lutherischen Pfarrkirche von Kautendorf mit Kirchhof.                                                                                                  | D-4-5737-0048 | weitere Bilder |